# Liste der denkmalgeschützten Objekte in Marbach an der Donau
Die Liste der denkmalgeschützten Objekte in Marbach an der Donau enthält die 9 denkmalgeschützten, unbeweglichen Objekte der niederösterreichischen Marktgemeinde Marbach an der Donau im Bezirk Melk.

## Denkmäler
| Foto  |                 | Denkmal                                                                | Standort                                                    | Beschreibung | Metadaten |
| ----- | --------------- | ---------------------------------------------------------------------- | ----------------------------------------------------------- | --- | --- |
| ja    | Datei hochladen | Kreuzwegstationen in Maria Taferl HERIS-ID: 93863 Objekt-ID: 108955    | Standort KG: Krumnußbaum                                    | Der Kreuzweg beginnt in Marbach an der Donau mit einer langen Stiege, die mit Relieftafeln von Heribert Rath aus dem Jahre 1962 an einzelnen Stationen gesäumt wird, und setzt sich in Maria Taferl fort. | BDA-Hist.: Q37763033 Status: § 2a Stand der BDA-Liste: 2025-06-30 Name: Kreuzwegstationen in Maria Taferl GstNr.: 1200/1 Kreuzwegstationen in Maria Taferl                 |
| ja    | Datei hochladen | Nibelungenhof, Wohn- und ehem. Gasthaus HERIS-ID: 68328seit 2025       | Donaustraße 36 Standort KG: Marbach                         | Der ehemalige Schiffmeistergasthof wurde im 15. Jahrhundert errichtet. | BDA-Hist.: Q135167853 Status: Bescheid Stand der BDA-Liste: 2025-06-30 Name: Nibelungenhof, Wohn- und ehem. Gasthaus GstNr.: .35 Hotel Nibelungenhof, Marbach an der Donau |
| ja    | Datei hochladen | Kath. Pfarrkirche hl. Martin HERIS-ID: 50181 Objekt-ID: 54897          | Marbach an der Donau Standort KG: Marbach                   | Die Pfarrkirche hl. Martin, im Westen des Ortes leicht erhöht vor einer steilen Felswand gelegen, ist durch eine Mauer im Süden von der alten Marktstraße getrennt. Sie hat ein breites, kurzes Langhaus des 19. Jahrhunderts mit gotischem Chor und Südturm. Ihr Baukörper ist ungegliedert und vereinheitlicht. Das Langhaus ist durch Rundbogenfenster geöffnet und durch ein Walmdach gedeckt, dessen First in Nord-Süd-Richtung ausgerichtet ist. Der gotische Turm geht von einem quadratischen Grundriss ins Achteck über und wird von einem Zwiebelhelm bekrönt. Der Chor aus dem späten 14. Jahrhundert ist so hoch wie das Langhaus und so breit wie das Mittelschiff. Am Chorschluss liegt zwischen zwei Strebepfeilern eine Kapellennische von 1720. Südlich des Chores schließt die Sakristei an. | BDA-Hist.: Q38038627 Status: § 2a Stand der BDA-Liste: 2025-06-30 Name: Kath. Pfarrkirche hl. Martin GstNr.: .47 Pfarrkirche Marbach an der Donau                          |
| ja    | Datei hochladen | Ansitz, ehem. Herrenhaus HERIS-ID: 34411 Objekt-ID: 32707              | Marktstraße 29 Standort KG: Marbach                         | Das ehemalige Herrenhaus wurde 1575 erbaut, gehörte 1816 bis 1972 zum Gut Persenbeug und diente 1867 bis 1971 als Mädchenschule. Der zweigeschoßige Baublock wird durch ein Walmdach gedeckt und hat donauseitig runde Ecktürme mit Kegeldächern. Das Obergeschoß ist durch Fenster mit gekehlten Sohlbänken aus der zweiten Hälfte des 16. Jahrhunderts geöffnet. Die dreiachsige Donaufassade weist Reste von Fresken auf sowie im Erdgeschoß spätbarocke Fensterkörbe mit Maschengittern. Die fünfachsige Fassade zur Marktstraße verfügt über unterschiedlich große Erdgeschoßfenster und ein kleines Wandbild der Heiligen Familie mit der Trinität aus dem 19. Jahrhundert. | BDA-Hist.: Q37957895 Status: § 2a Stand der BDA-Liste: 2025-06-30 Name: Ansitz, ehem. Herrenhaus GstNr.: 265 Herrenhaus Marktstraße 29 Marbach an der Donau                |
| ja BW | Datei hochladen | Figurenbildstock hl. Johannes Nepomuk HERIS-ID: 68337 Objekt-ID: 81342 | Kreuzung Donaustraße - Landesstraße 83 Standort KG: Marbach | An der Donaupromenade von Marbach befindet sich, geschützt von einer Glasvitrine, eine Figur des hl. Johannes Nepomuk. Anmerkung: Derzeit nicht in seiner Vitrine ausgestellt[veraltet] | BDA-Hist.: Q38119447 Status: § 2a Stand der BDA-Liste: 2025-06-30 Name: Figurenbildstock hl. Johannes Nepomuk GstNr.: 244/2                                                |
| ja    | Datei hochladen | Rathaus/Gemeindeamt HERIS-ID: 50178 Objekt-ID: 54894                   | Marktstraße 28 Standort KG: Marbach                         | Das Rathaus von Marbach zeigt einen in der Mitte leicht vorspringenden, breit gelagerten Baukörper mit einem 1930 aufgesetzten Attikageschoß und einem Marktwappen im Giebelfeld. Der Baukern stammt aus der zweiten Hälfte des 16. Jahrhunderts. Im 19. und 20. Jahrhundert wurde das Gebäude stark verändert. Das Stiegenhaus verfügt über eine Stichkappentonne und Flachdekor. Der quadratische Sitzungssaal hat ein Kreuzgratgewölbe mit Dekor wie im Stiegenhaus und vier stuckierte Masken aus dem letzten Viertel des 16. Jahrhunderts. Die Amtskanzlei verfügt über eine Stuckdecke von 1720/1730. Zur Ausstattung zählt ein Leinwandbild aus dem 18. oder 19. Jahrhundert, das Marbach vor dem Brand von 1677 zeigt.                                                                                 | BDA-Hist.: Q38038602 Status: § 2a Stand der BDA-Liste: 2025-06-30 Name: Rathaus/Gemeindeamt GstNr.: .22 Rathaus Marbach an der Donau                                       |
| ja    | Datei hochladen | Volksschule HERIS-ID: 50179 Objekt-ID: 54895                           | Marktstraße 16 Standort KG: Marbach                         | Die Volksschule von Marbach ist ein asymmetrischer, dreigeschoßiger, voluminöser Bau mit großen, mehrfach unterteilten Fenstern. Sie wurde unter Verwendung von Mauern eines Schüttkastens des späten 15. Jahrhunderts in den Jahren 1913/1914 als Erstlingswerk des Architekten Clemens Holzmeister errichtet und 1977 unter der Aufsicht Holzmeisters restauriert. | BDA-Hist.: Q38038607 Status: § 2a Stand der BDA-Liste: 2025-06-30 Name: Volksschule GstNr.: .38, .39 Volksschule Marbach an der Donau                                      |
| ja    | Datei hochladen | Pranger HERIS-ID: 68330 Objekt-ID: 81335                               | vor Marktstraße 16 Standort KG: Marbach                     | Der Pranger auf dem Ländeplatz ist ein in drei Geschoße gegliederter Granitpfeiler mit Rautenmuster und bekrönendem Pyramidenaufsatz. Urkundlich erwähnt wurde er erstmals 1629. Als Zeitpunkt der Errichtung wird die Zeit um 1600 vermutet. | BDA-Hist.: Q38119424 Status: § 2a Stand der BDA-Liste: 2025-06-30 Name: Pranger GstNr.: 241/1 Pranger Marbach an der Donau                                                 |
| ja    | Datei hochladen | Pfarrhof HERIS-ID: 50180 Objekt-ID: 54896                              | Marktstraße 13 Standort KG: Marbach                         | Der Pfarrhof von Marbach – ein symmetrischer, siebenachsiger Bau mit Walmdach – ist über dem Mittelportal mit 1877 bezeichnet. Die Fassade zeigt eine Nutung im Erdgeschoß und profilierte Fensterrahmungen im Obergeschoß. Zur Ausstattung zählen eine Gnadenfigur Maria Taferl sowie zwei Leinwandbilder der Heiligen Petrus und Paulus aus der ersten Hälfte des 18. Jahrhunderts. | BDA-Hist.: Q38038616 Status: § 2a Stand der BDA-Liste: 2025-06-30 Name: Pfarrhof GstNr.: .41 Pfarrhof Marbach an der Donau                                                 |

## Ehemalige Denkmäler
| Foto |                 | Denkmal                                             | Standort                                     | Beschreibung                                                                                           | Metadaten                                                                                          |
| ---- | --------------- | --------------------------------------------------- | -------------------------------------------- | --- | -------------------------------------------------------------------------------------------------- |
| ja   | Datei hochladen | Bürgerhaus HERIS-ID: 34412 Objekt-ID: 32708bis 2019 | Marbach an der Donau 70 Standort KG: Marbach | Anmerkung: Lt. Auskunft des Eigentümers wurde der Denkmalschutz bereits in den 60er-Jahren aufgehoben. | BDA-Hist.: Q37957908 Status: Bescheid Stand der BDA-Liste: 2019-01-23 Name: Bürgerhaus GstNr.: 375 |